# Battifollo
Battifollo (piemontesisch Batifòl) ist eine Gemeinde in der italienischen Provinz Cuneo (CN), Region Piemont.

## Lage und Einwohner
Battifollo liegt 67 Straßenkilometer östlich von der Provinzhauptstadt Cuneo entfernt. Die Gemeinde erstreckt sich zwischen 600 und 1121 Metern über dem Meeresspiegel. Das Gemeindegebiet umfasst eine Fläche von 11,12 km² und hat 215 Einwohner (Stand 31. Dezember 2023). Sie ist Mitglied der Verwaltungsgemeinschaft Comunità Montana Valli Mongia, Cevetta e Langa Cebana.
Die Nachbargemeinden sind Bagnasco, Ceva, Lisio, Nucetto und Scagnello.

## Geschichte

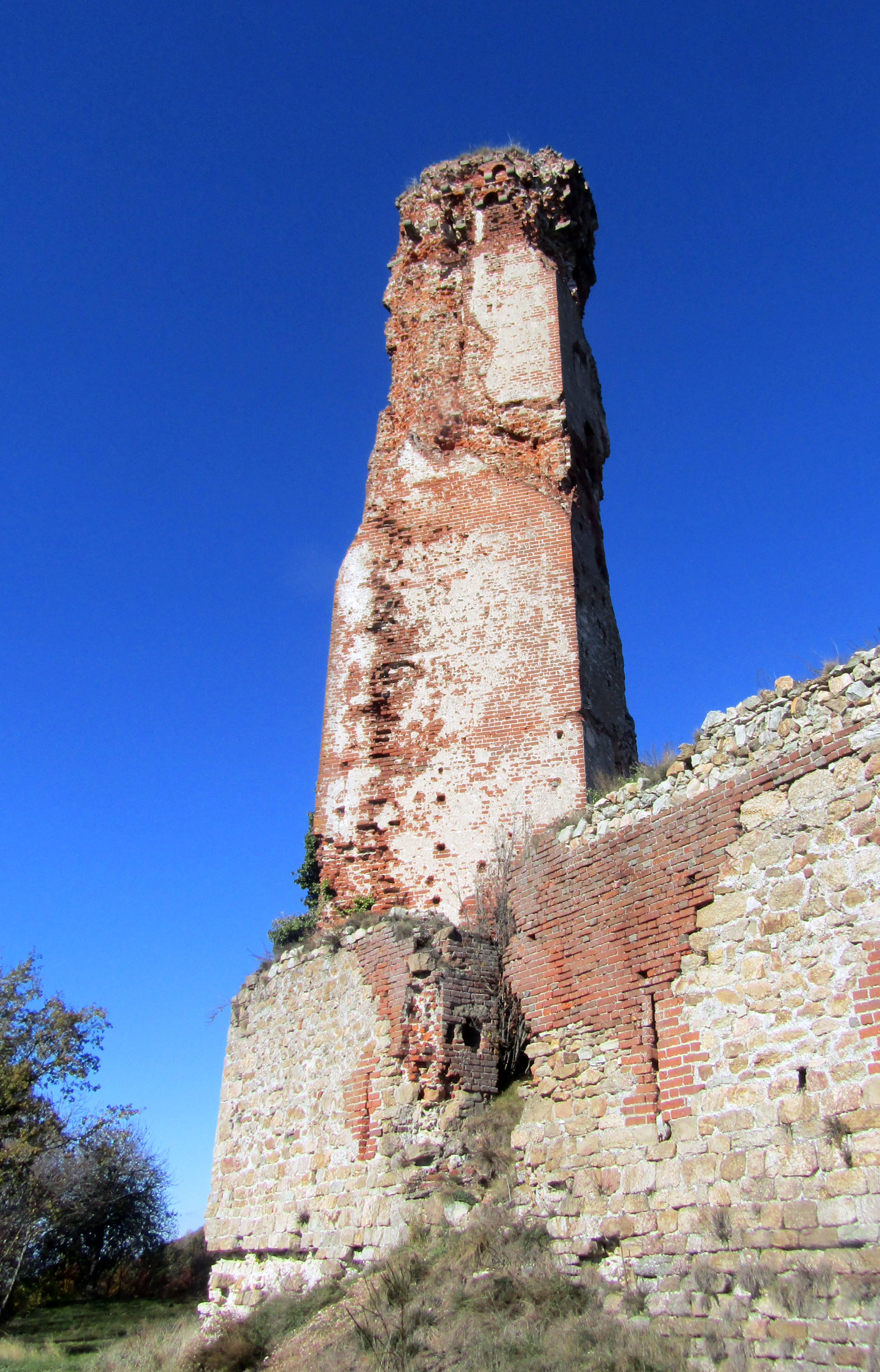
Die Reste vom Burgturm

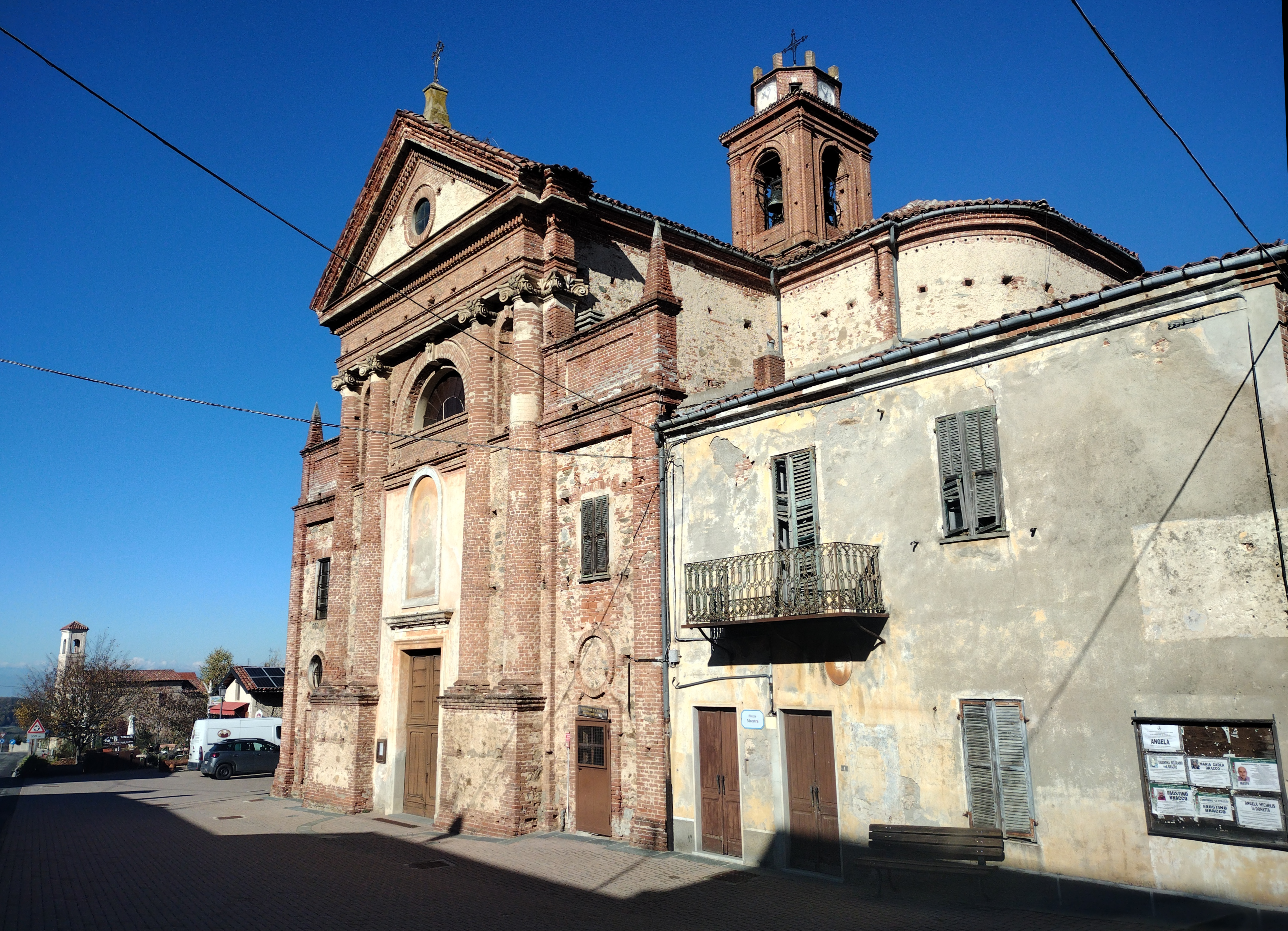
Die Kirche San Giorgio

Der Ortsname, der in einer Urkunde aus der Mitte des 12. Jahrhunderts in der Form „Battifollus“ erscheint, ist später in den Varianten „Batifollus“ und „Baptifollus“ belegt und spiegelt das lateinische BATIFOLUM wider, was „Befestigung, Bastion, Holzturm“ bedeutet, mit klarer Anspielung auf die Verteidigungsanlagen der örtlichen Burg. Im 11. Jahrhundert gehörte es den Markgrafen von Ceva, deren Vertreter, Georg II., genannt der Zwerg, es Ende des 13. Jahrhunderts an Asti überließ, die Belehnung jedoch auch seinen Nachkommen bis zur zweiten Hälfte des 17. Jahrhunderts behielt.
Im 18. Jahrhundert wurde es an die Adelsfamilien Vigliotti und Gallo von Mondovì belehnt, folgte dann den Ereignissen in der übrigen Region und kehrte am Ende der napoleonischen Zeit an die Familie Savoyen zurück.
Gegen Ende der 1920er Jahre wurde es mit Bagnasco zusammengelegt, von dem es sich 1947 wieder trennte und die Verwaltungsautonomie wiedererlangte.

## Sehenswürdigkeiten
- Der Turm der feudalen Burg, der in einer Investitururkunde 1203 als „Battifolum sine Castrum ultra Tanarum“ erwähnt wird. Während der Napoleonischen Kriege wurde die Burg 1796 von den französischen Truppen unter General Sèrurier teilweise zerstört.
- Die Pfarrkirche San Giorgio im neoklassizistischen Stil, erbaut in der zweiten Hälfte des 19. Jahrhunderts.
- Die Kapellen Sant’Anna und Madonna della Neve in Bosco.
- Die Kirche San Giovanni mit einigen Fresken und einem Architrav mit einer fein gearbeiteten Inschrift.